# 谢尔比维尔 (辛普森一家)
谢尔比维尔是美国动画情景喜剧《辛普森一家》的一座虚构城市，与春田镇相邻，两城被视为双子城，但相互之间的竞争十分激烈。谢尔比维尔在2005年12月号《连线》杂志被列为“十佳反乌托邦”的第10位。
谢尔比维尔位于美国一个不存在的州份，与春田镇共用至少一条道路，春田镇的广播媒体如KBBL电台同时也覆盖谢尔比维尔。在“Black Widower”一集中，辛普森家门外的路标显示谢尔比维尔距当地34英里；但“Trash of the Titans”一集讲述春田镇因垃圾满溢而把整座城市沿公路向下迁移5英里，两城现在的距离应是29英里。